# Grossularia
La grossularia (simbolo IMA: Grs) è un minerale comune del supergruppo del granato e anche del gruppo del granato all'interno della classe dei minerali "silicati e germanati", possiede la composizione idealizzata Ca3Al2[SiO4]3, quindi chimicamente è un nesosilicato di calcio-alluminio.

## Etimologia e storia
Il termine grossularia è stato dato nel 1811 da Abraham Gottlob Werner, che ha chiamato il minerale dopo la parola latina per uva spina (ribes grossularia) a causa del suo colore verde.
La località tipo è Černyševsk nel bacino del Viljuj nella Repubblica dell'Estremo Oriente di Sakha (Jacuzia).

## Classificazione
Secondo la classificazione dell'Associazione Mineralogica Internazionale (IMA), la grossularia appartiene al supergruppo del granato, dove è associata ad almandino, andradite, calderite, eringaite, goldmanite, knorringite, morimotoite, majorite, menzerite-(Y), momoiite, piropo, rubinite, spessartina e uvarovite, con le quali forma il "gruppo del granato" con 12 cariche positive sulla posizione del reticolo coordinato tetraedrico.
Già nell'ormai obsoleta, ma in parte ancora in uso 8ª edizione della sistematica minerale secondo Strunz, la grossularia apparteneva alla classe dei minerali dei "silicati e germanati" e lì alla sottoclasse dei "nesosilicati", dove, insieme all'andradite, alla goldmanite e all'uvarovite, formava il gruppo con il sistema nº VIII/A.08.
Anche la 9ª edizione della sistematica minerale di Strunz, in vigore dal 2001 e utilizzata dall'Associazione Mineralogica Internazionale, classifica la grossularia nella classe dei "silicati e germanati" e lì nella sottoclasse dei "nesosilicati". Questa suddivisione è ulteriormente suddivisa in base all'eventuale presenza di altri anioni, nonché alla coordinazione dei cationi coinvolti, in modo che il minerale, in base alla sua composizione e struttura, sia classificato nella suddivisione di "Nesosilicati senza anioni aggiuntivi; cationi in coordinazione [6] e/o maggiore" dove, insieme ad almandino, andradite, calderite, goldmanite, henritermierite, holtstamite, katoite, kimzeyite, knorringite, majorite, morimotoite, piropo, schorlomite, spessartina e uvarovite, forma il sistema nº 9.AD.25. Di questo gruppo facevano parte anche i composti granati blythite, hibschite, idroandradite e skiagite, che non sono più considerati minerali. La wadalite, a quel tempo ancora raggruppata tra i granati, si è dimostrata strutturalmente diversa ed è ora assegnata a un gruppo separato con la clormayenite e la fluormayenite. D'altra parte, i granati irinarassite, hutcheonite, kerimasite, toturite, menzerite-(Y) ed eringaite, che sono stati descritti dopo il 2001, sarebbero stati smistati nel "gruppo del granato".
Anche la classificazione dei minerali di Dana, che viene utilizzata principalmente nel mondo anglosassone, colloca la grossularia nella classe dei "silicati e germanati" e lì nella sottoclasse dei "minerali nesosilicati". La si trova insieme ad andradite, goldmanite, uvarovite e yamatoite (screditata perché identica alla momoiite) nel sistema nº 51.04.03b all'interno della sottodivisione "Nesosilicati: SiO4 si raggruppa solo con cationi in coordinazione [6] e/o maggiore".

## Chimica
La grossularia con la composizione idealizzata
{\displaystyle {\ce {^{[X]}Ca_{3}^{2+}\,\,^{[Y]}Al^{3+}\,\,^{[Z]}Si_{3}O_{12}}}}
è l'analogo del calcio del piropo:
({\displaystyle {\ce {^{[X]}Mg_{3}^{2+}\,\,^{[Y]}Al\,\,^{[Z]}Si_{3}O_{12}}}})
e l'analogo dell'alluminio dell'andradite e dell'uvarovite. Le parentesi quadre indicano la posizione nella struttura granata.
Forme grossulariche di cristalli misti con la maggior parte degli altri granati silicati. Nella posizione {\displaystyle {\ce {Y}}} coordinata ottaedrica, l'alluminio Al3+ può essere sostituito da cationi diversi a seconda delle seguenti reazioni di scambio:
{\displaystyle {\ce {^{[Y]}Al^{3+}=\,^{[Y]}Fe^{3+}\,\,\,\,\,}}} (andradite)
{\displaystyle {\ce {^{[Y]}Al^{3+}=\,^{[Y]}Cr^{3+}\,\,\,\,\,}}} (uvarovite)
{\displaystyle {\ce {^{[Y]}Al^{3+}=\,^{[Y]}V^{3+}\,\,\,\,\,\,}}} (goldmanite)
{\displaystyle {\ce {^{[Y]}Al^{3+}=\,^{[Y]}Sc^{3+}\,\,\,\,\,}}} (eringaite)
Nella posizione {\displaystyle {\ce {X}}} coordinata dodecaedrica, il calcio Ca2+ può essere sostituito dal magnesio Mg2+, dal manganese Mn2+ e dal ferro Fe2+, secondo le reazioni di scambio:
{\displaystyle {\ce {^{[X]}Ca^{2+}=\,^{[X]}Mg^{2+}\,\,\,\,\,\,}}} (piropo)
{\displaystyle {\ce {^{[X]}Ca^{2+}=\,^{[X]}Mn^{2+}\,\,\,\,\,}}} (spessartina)
{\displaystyle {\ce {^{[X]}Ca^{2+}=\,^{[X]}Fe^{2+}\,\,\,\,\,\,\,}}} (almandino)
Solo nel livello di miscelazione del piropo grossulario c'è un'intercapedine di miscelazione a temperature inferiori a 600 °C e 25-30 mol-% grossularia.
La grossularia forma un sistema misto completo con l'idrossido katoite. Il silicio è sostituito da quattro protoni (H+) e da uno spazio vuoto {\displaystyle {\ce {(\Box )}}}, corrispondente alla sostituzione:
{\displaystyle {\ce {^{[Z]}Si^{4+}\,+\,4O2^{-}=\,^{[Z]}\Box \,+\,4OH^{-}\,\,\,\,\,}}} (katoite)
I cristalli misti con un contenuto di grossularia superiore al 50% mol sono chiamati grossolari. Per i cristalli misti con una composizione che non è determinata con precisione, è comune anche il termine idrogrossularia. L'hibschite è una varietà di grossularia e non un minerale a sé stante.

## Abito cristallino
La grossularia cristallizza nel sistema cubico nel gruppo spaziale Ia3d (gruppo nº 230) con 8 unità di formula per cella unitaria. Esistono numerose determinazioni per la lunghezza del bordo della cella unitaria cubica sia di cristalli misti naturali che di grossularie sintetiche. Ad esempio, per l'elemento finale di grossularia pura, la costante di reticolo è a = 11,851 Å
La struttura è quella del granato. Il calcio (Ca2+) occupa le posizioni {\displaystyle {\ce {X}}} dodecaedriche circondate da 8 ioni ossigeno, l'alluminio (Al3+) occupa la posizione {\displaystyle {\ce {Y}}} ottaedrica circondata da 6 ioni ossigeno e la posizione {\displaystyle {\ce {Z}}} tetraedrica circondata da 4 ioni ossigeno è occupata esclusivamente dal silicio (Si4+).
Le grossularie naturali mostrano spesso una zonazione settoriale e sono otticamente leggermente birifrangenti, il che è di solito interpretato come un'indicazione di una simmetria inferiore e non cubica. Ad esempio, la simmetria triclina è stata determinata per grossularie birifrangenti provenienti dalle miniere di amianto di Eden Mills nel Vermont, negli Stati Uniti causata da una distribuzione ordinata di Al3+ e Fe3+ alle 8 diverse posizioni ottaedriche coordinate della struttura del granato triclino, nonché di Fe2+ e Ca2+ alle varie posizioni {\displaystyle {\ce {X}}} coordinate dodecaedriche.
In nuovi studi con diffrazione ai raggi X di sincrotrone ad alta risoluzione, tuttavia, è stato possibile dimostrare che le grossularie birifrangenti sono una miscela di due granati di diversa composizione. Entrambi i granati sono cubici con costanti reticolari leggermente diverse. Sono queste diverse costanti reticolari del granato che portano alle sollecitazioni reticolari e successivamente alla birifrangenza delle sollecitazioni.

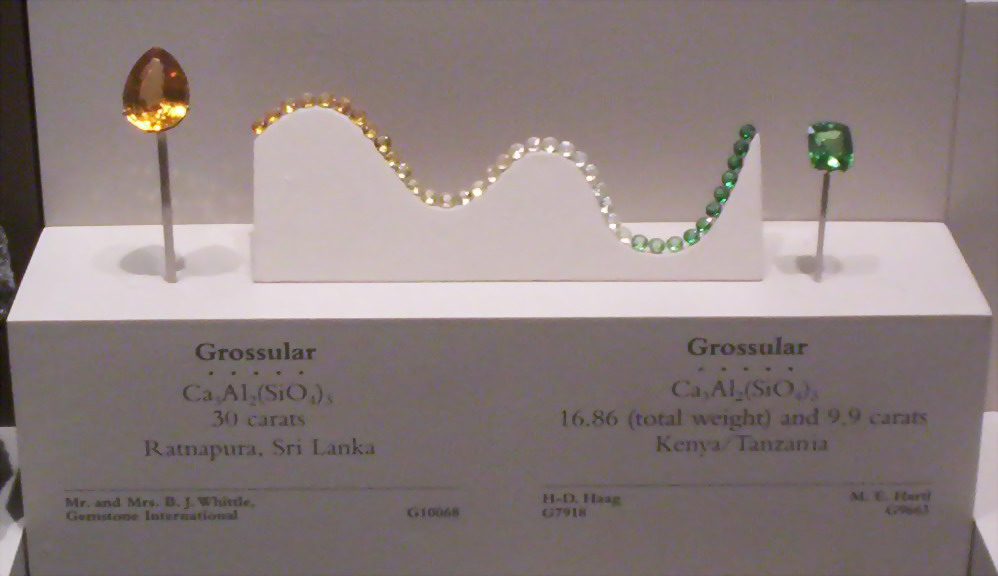
Grossularie in vari colori esposte al National Museum of Natural History Washington, D.C.

## Modificazione e varietà

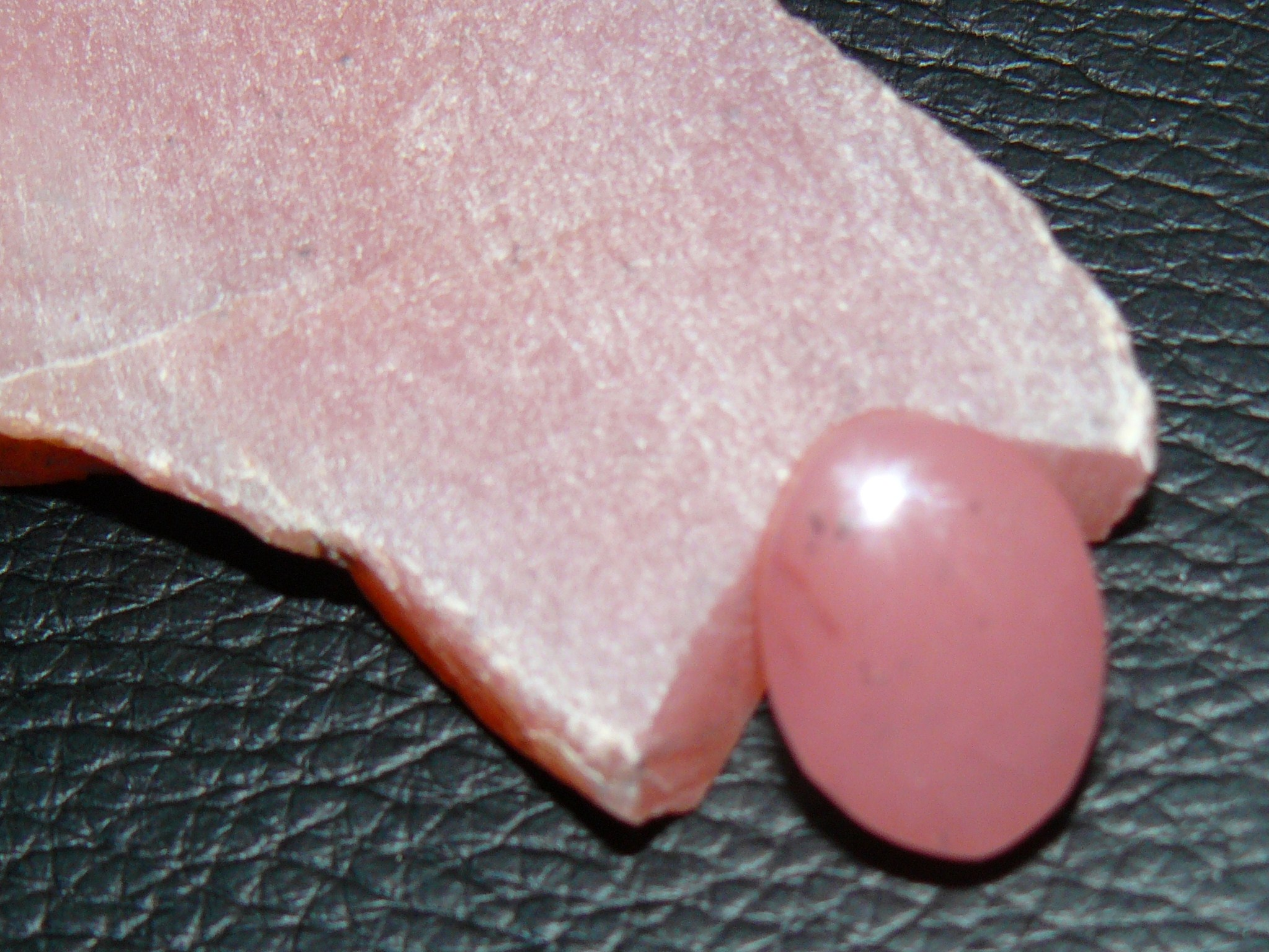
Idrogrossularia rosa

Sono note diverse varietà di grossularia:
- Hessonite: grossularia da rosso-arancio a rosso giacinto colorata dall'aggiunta di ioni Fe3+. Un nome obsoleto e non più comune per l'hessonite era zimtstein o kaneelstein (da Abraham Gottlob Werner). René Just Haüy ha chiamato la varietà con la parola greca hesson che significa inferiore, in riferimento al valore inferiore del minerale rispetto al giacinto "vero" (varietà di zircone).[30]
- Il leucogranato (dal greco antico λευκός leukós "bianco") è la variante incolore della grossularia.
- La tsavorite verde smeraldo, o tsavolite, è stata scoperta solo nel 1974.[31]

## Origine e giacitura

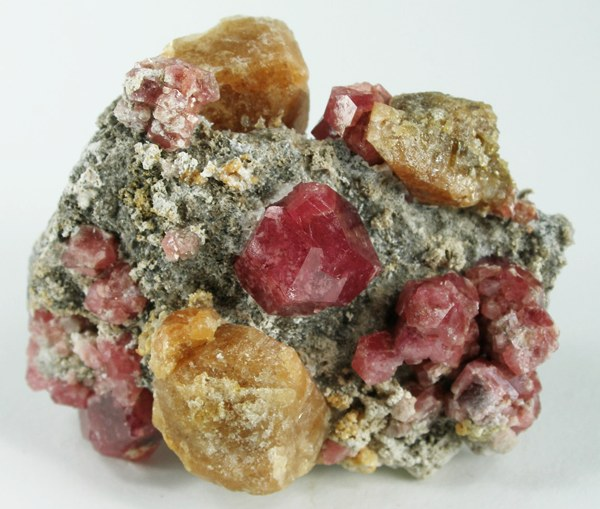
Grossularia con vesuviana

La grossularia si trova nelle vene di rodingiti e nelle rocce metamorfiche di contatto, perciò il minerale si trova in quelle rocce calcaree che hanno subito un processo di metamorfismo di inclusione magmatiche. La grossularia si forma spesso in rocce ricche di calcio a contatto metamorfiche a livello regionale, come lo skarn o la rodingite, ma può anche essere formata da processi idrotermali sulle fessure di queste rocce così come nelle rocce di corno silicatico calcareo marnoso e occasionalmente negli scisti e nelle serpentiniti.
I minerali di accompagnamento includono calcite, diopside, dolomite, epidoto, clinozoisite, quarzo, scapolite, tremolite, vesuvianite e wollastonite. Soprattutto con la vesuvianite, a cui la grossularia spesso assomiglia molto, può essere facilmente confusa a causa della paragenesi ravvicinata.
Essendo una formazione minerale relativamente comune, la grossularia è già stata rilevata in molti luoghi, di cui finora sono noti circa 1600 siti (a partire dal 2015).
In Germania, il minerale è stato finora trovato in diversi siti della Foresta Nera nel Baden-Württemberg, in molti siti in Baviera (Franconia, Alta e Bassa Baviera), a Hirzenhain e in diversi siti nell'Odenwald in Assia, vicino a Bad Harzburg e Sankt Andreasberg in Bassa Sassonia, in diversi siti dell'Eifel come Niedermendig e Ettringer Bellerberg, vicino a Rammelsbach e Wolfstein in Renania-Palatinato, nei Monti Metalliferi e nel Vogtland in Sassonia, in diverse località dello Schleswig-Holstein e vicino a Unterbreizbach in Turingia.
In Austria, la grossularia si trova principalmente in Carinzia, Salisburgo e Stiria. Inoltre, fu anche trovata al Kanitzriegel vicino a Bernstein nel Burgenland; nei pressi di Schwallenbach, sull'Arzberg e sulla cava di Siebenhandl presso Felbring (Maria Laach am Jauerling) nella Bassa Austria; in diverse località nella Hinterbichler Dorfertal e nella Zillertal in Tirolo; nel comune di Aigen im Mühlkreis, nell'Alta Austria, e sull'Alpe Putzkammer nel Gruppo del Verwall nel Vorarlberg.
In Svizzera, il minerale è stato trovato nei distretti della Bregaglia e della Valle del Reno Anteriore nei Grigioni, nella Mattertal e nella Saastal nel Vallese e nei pressi di Santa Maria di Claro nel Canton Ticino.
Altre località formano uno svariato elenco di siti sparsi in tutti i continenti.

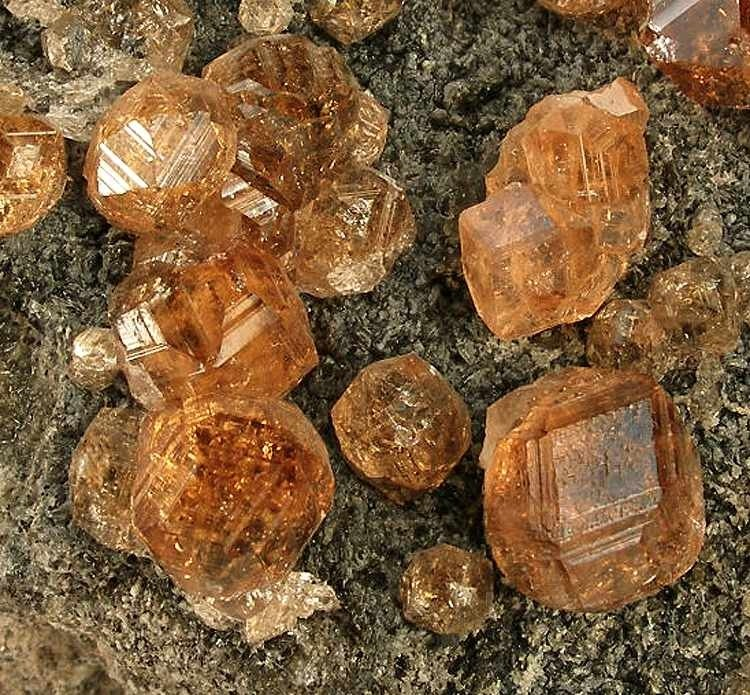
Cristalli di grossularia: il più grande misura 1,1 cm. Val-des-Sources, Québec

## Forma in cui si presenta in natura

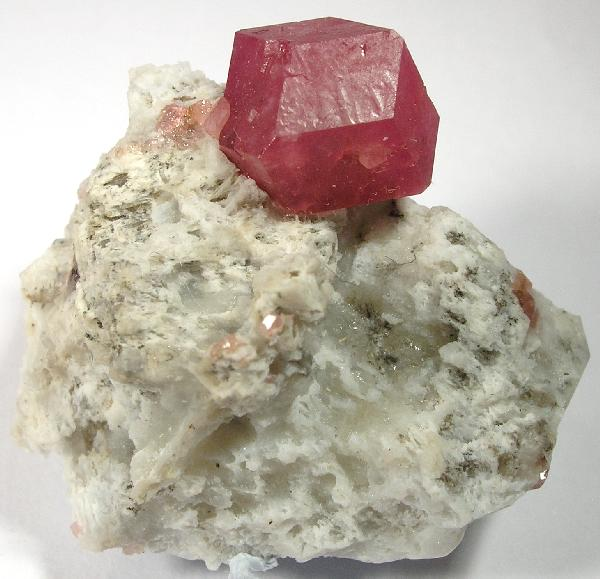
Grossularia di 7 mm da Coahuila

La grossularia di solito sviluppa cristalli dodecaedrici o trapezoedrici, ma anche aggregati minerali da granulari a massicci. Nella sua forma pura, il minerale è incolore e trasparente. Tuttavia, poiché forma una serie completa di cristalli misti con andradite e uvarovite da un lato, e può contenere varie mescolanze estranee dall'altro, di solito si presenta in diversi colori, sebbene predomini un colore da giallo-verde a verde scuro. Inoltre, ci sono anche grossularie giallo-dorato, da rosa a rosso, arancio e da bruno-giallastro a bruno-rossastro, ad alcune delle quali sono stati dati nomi propri diversi.
La grossularia si trova anche in cristalli allocromatici,